# Eurocopter AS332 Super Puma
Airbus Helicopters H215 (раніше Eurocopter AS332 Super Puma) — французький багатоцільовий вертоліт, 4-лопатевий, з двома двигунами, середньорозмірний.
Перший політ відбувся 13 вересня 1978 року, серійне виробництво розпочато 1980 року, випускався у різних модифікаціях, всього було зроблено понад 1000 штук.

## Бойове застосування
Війна у Лівані
У лютому 1990 року, в ході громадянської війни в Лівані, сирійська армія захопила авіабазу християнських озброєних формувань Адми, на якій серед трофеїв сирійцям дісталися 12 гелікоптерів Super Puma (з 18 на озброєнні) .
Війна у Перській затоці
ВПС Кувейту втратили всі чотири вертольоти Super Puma, що мали на озброєнні під час Кувейтсько-іракської війни . Один гелікоптер саудівських ВПС розбився в ході операції «Щит пустелі» .
Війна в Афганістані
25 вересня 2007 року в ході Афганської війни під час виконання польоту з евакуації поранених афганських поліцейських у провінції Бадгіс розбився AS.332F «Супер Пума» іспанського контингенту ISAF .
3 серпня 2012 року на території Афганістану в провінції Герат розбився вертоліт AS.332 Super Puma (р/н HD.21-12) ВПС Іспанії .

## Тактико-технічні характеристики
- Джерело даних Jane's[9] .

| ТТХ сімейства AS 332 «Super Puma»                |                   |                   |
|                                                  | AS 332L1          | AS 332L2          |
| Технічні характеристики                          |                   |                   |
| Екіпаж                                           | 2-3               | 2-3               |
| Пасажиромісткість                                | 20                | до 24             |
| Довжина, м                                       | 18,7              | 19,5              |
| Довжина фюзеляжу з хвостовим гвинтом, м          | 16,29             | 16,79             |
| Діаметр несучого гвинта, м                       | 15,6              | 16,2              |
| Діаметр рульового гвинта, м                      | 3,05              | 3,15              |
| Висота, м                                        | 4,92              | 4,97              |
| Площа, що омітається несучим гвинтом, м²         | 191,13            | 206,12            |
| База шасі, м                                     | 5,25              | 5,25              |
| Колія шасі, м                                    | 3,0               | 3,0               |
| Маса порожнього, кг                              | 4 460             | 4 686             |
| Маса максимальна злітна, кг                      | 8600              | 9300              |
| Маса максимальна злітна з підвісним вантажем, кг | 9 350             | н/д               |
| Двигун                                           | 2 × ТВД Turbomeca | 2 × ТВД Turbomeca |
| Двигун                                           | Makila 1A1        | Makila 1A2        |
| Потужність, л. с. (кВт)                          | 2× 1 820 (1 357)  | 2× 1 845 (1 376)  |
| Льотні характеристики                            |                   |                   |
| Максимально допустима швидкість км/год           | 278               | 315               |
| Крейсерська швидкість, км/год                    | 261               | 277               |
| Практична дальність, км                          | 870               | 1 215             |
| Практична стеля, м                               | 4 600             | 5 180             |
| Статична стеля, м                                | 3 250 / 2 300     | 3 120 / 2 250     |
| Швидкопідйомність, м/с                           | 8,1               | 7,35              |
| Навантаження на диск, кг/м²                      | 48,9              | 45,1              |
| Тягоозброєність, Вт/кг                           | 260               | 260               |

## Оператори
Цивільні
- Україна ДСНС України

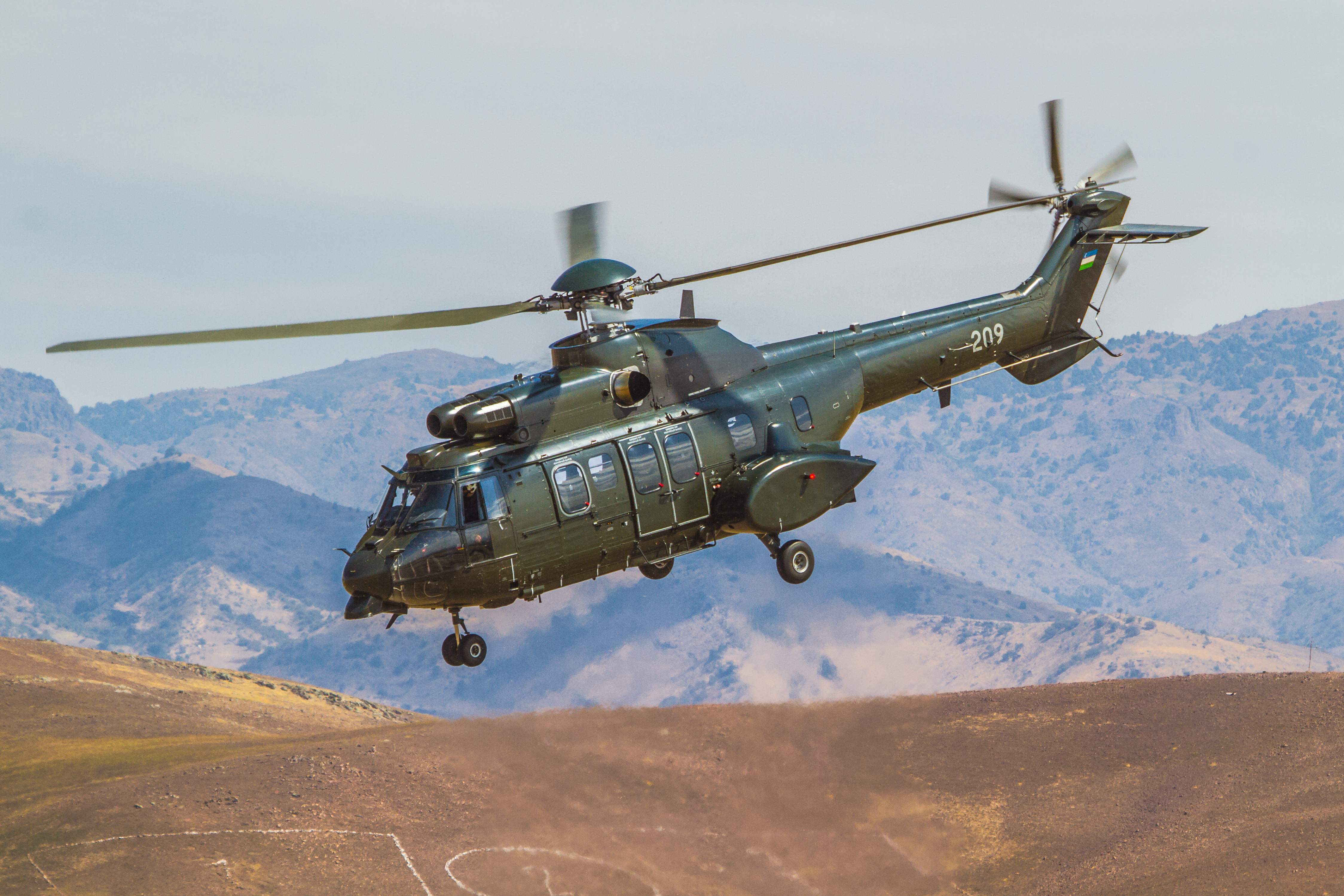
AS332 «Супер Пума» ВПС Узбекистану в польоті над полігоном біля міста Чирчик

- Азербайджанські авіалінії[11][12]
- Petrobras[13]
- Bond Offshore Helicopters[14]; Вертольоти Bristow[15]; CHC Scotia[16]
- CITIC Offshore Helicopter[17]
- CHC Helicopter[18]
- Федеральна поліція Німеччини[19]
- Грецька пожежна служба — керує двома AS332L.1.[20]
- Державна авіаційна служба[21]
- Сили берегової охорони Ісландії[22]
- Управління морської безпеки Японії[23]; Пожежна служба Токіо[24]
- Lufttransport
- Сербська поліція (3 на замовлення)[25][26]
- Департамент шерифа округу Лос-Анджелес[27]
- Southern Service Flight Company[28]

Військові
- Україна Національна гвардія України
- ВПС Албанії[29]
- Аргентинська армійська авіація[30]
- ВПС Болівії[30]
- Повітряні сили Бразилії[30]; Морська авіація Бразилії[30]
- Міністерство оборони Грузії — 2 AS.332L1 Super Puma (отримано у 2012 році 2 вертольоти, передані міністерству оборони Грузії)[31]
- Армія Еквадору[30]
- Збройні сили Малаві — 1; станом на 2018 рік
- ГУ ГОіСР МО Туркменістану — 1[32]
- Військово-морські сили Чилі[30]
- Війська ППО та ВПС Узбекистану — 8 од. AS332
- Фінська прикордонна охорона[33]
- Повітряно-космічні сили Франції[30]
- ВПС Габону[30]
- Повітряні сили Греції[30]
- ВПС Індонезії[30] ВМС Індонезії[30]
- Королівські ВПС Йорданії[30]
- ВПС Кувейту[30]
- ВПС Малі[30]
- Королівська марокканська жандармерія[34]
- ВПС Нігерії[30]
- Королівські ВПС Оману[30]
- Королівський флот Саудівської Аравії[30]
- ВПС Республіки Сінгапур[30]
- ВПС Республіки Корея[30]
- Повітряно-космічні сили Іспанії[30]
- ВПС Швейцарії[30]
- ВПС Венесуели[30]

Колишні оператори
- ВПС Камеруну[35][36]
- Сухопутні війська Народно-визвольної армії[37]
- Конголезькі демократичні повітряні сили[38][39]
- Сухопутні війська Японії[40]
- ВПС Швеції[41]
- Королівські ВПС Таїланду[42][43]
- Збройні сили Того[44][45]

## Пригоди
- 16 липня 1988 року — AS332 L вертолітної служби AS затонув у Північному морі через сильну вібрацію, спричинену втратою металевої стрічки з однієї з лопатей несучого гвинта. Усі пасажири та члени екіпажу вижили.[46]
- 14 березня 1992 року — G-TIGH втратив контроль і впав у Північне море поблизу басейну Східних Шетландських островів. 11 із 17 пасажирів та членів екіпажу загинули.[46]
- 19 січня 1995 року — вертоліт G-TIGK компанії Bristow Helicopters затонув у Північному морі. Смертельних випадків не було; гелікоптер, однак, був втрачений.[47]
- 18 січня 1996 року — LN-OBP, AS332 L1, який експлуатував Helikopter Service AS, затонув у Північному морі приблизно за 200 кілометрів на південний захід від Егерсунда. Усі пасажири та члени екіпажу вижили, а через три дні гелікоптер все ще плив.[46]
- 18 березня 1996 року — LN-OMC, AS332 компанії Airlift з аеропорту Шпіцберген, розбився біля Вейдефйордена. Смертельних випадків не було.
- 8 вересня 1997 року — LN-OPG, AS332 L1, який експлуатував Helikopter Service AS розбився на шляху з Брьоннойсунна до нафтового родовища Норн, загинули усі 12 осіб на борту.[48]
- 11 серпня 2000 року — Kaskasapakte, Швеція. Вертоліт AS332M1 ВПС Швеції (10404 / H94) впав на схил гори під час початкового заходу на посадку для виконання підйомних операцій під час рятувальної місії в горах. Усі 3 члени екіпажу загинули. Причина аварії не була повністю встановлена, але, як вважають, складні візуальні умови призвели до того, що екіпаж втратив оцінку відстані до схилу гори.[49]
- 18 листопада 2003 року — Реро, Швеція. Літак AS332M1 ВПС Швеції (10409/H99) впав у море під час нічних навчань підйому біля Рьоре на архіпелазі Гетеборг. Завдання полягало в тому, щоб провести ряд циклів підйому до рятувального корабля «Мярта Коллін». Під час заходу на посадку вертоліт раптово на великій швидкості врізався у воду, шість членів екіпажу загинули. Лише один член екіпажу, плавець-рятувальник строкової служби, вижив, маючи легкі поранення. Причина аварії не була повністю встановлена, але вважається, що вона стала результатом неправильного визначення орієнтації польоту в погану погоду.
- 21 листопада 2006 року — Пошуково-рятувальний гелікоптер Eurocopter AS332 L2 затонув у Північному морі. Літак був оснащений двома автоматичними надувними рятувальними плотами, але обидва не надулися.[50]
- 1 квітня 2009 року — вертоліт Bond AS332L2 із 16 людьми на борту впав у Північне море за 21 км від Краймонда на узбережжі Абердинширу; вцілілих не було[51][52].
- 11 листопада 2011 року — XC-UHP AS332-L Super Puma Мексиканського підрозділу генеральної координації президентського повітряного транспорту розбився в районі Амекамека на південь від Мехіко. Міністр внутрішніх справ Мексики Франсіско Блейк Мора загинув у цій аварії разом із сімома іншими членами екіпажу та пасажирами.[53]
- 21 березня 2013 року — під час навчань із підготовки до готовності літак федеральної поліції Німеччини (Bundespolizei) Eurocopter EC155 зіткнувся з вертольотом Super Puma на землі під час посадки на Олімпійському стадіоні в Берліні (Німеччина). Було розбито обидва гелікоптери, загинув один з пілотів і поранено багато присутніх.[54]
- 23 серпня 2013 року вертоліт «Aérospatiale AS.332 Super Puma» повертаючись з родовища в Північному морі, можливо, в результаті відмови двигуна впав у море за 3 кілометри на захід від аеропорту Самборо. Чотири пасажири загинули, решта дванадцять пасажирів і два члени екіпажу доставлені в госпіталь «Gilbert Bain Hospital»[55][56][57][58][59].
- 28 вересня 2016 року — регіон Сен-Готард-Пасс, Швейцарія. Вертоліт ВПС Швейцарії Super Puma врізався в лінію передач за 50 метрів після зльоту, обидва пілоти загинули, один співробітник отримав травми, але залишився живий. Гелікоптер згорів повністю. Після тривалого розслідування було встановлено, що пілоти не винні.[60]
- 18 січня 2023 року в Броварах впав гелікоптер AS 332 Super Puma, що належить ДСНС України. Внаслідок катастрофи загинуло 14 осіб, у тому числі найвище керівництво МВС України: міністр внутрішніх справ України Денис Монастирський, перший заступник міністра Євген Єнін та державний секретар Юрій Лубкович. Найтрагічніша за кількістю жертв авіакатастрофа в історії гелікоптерів даного типу — загинули всі 9 пасажирів та членів екіпажу, а також 1 дитина та працівники місцевого дитсадка.[61][62][63][64][65][66][67].